# Lista episoadelor din Pariu cu viața
Aceasta este lista episoadelor serialului muzical Pariu cu viața. A debutat pe ProTV la 12 septembrie 2011. Produs de Ruxandra Ion, serialul urmărește pas cu pas atât povestea de dragoste a doi adolescenți aparent normali, Ioana Popa (Alina Eremia) și Andrei Anghel (Dorian Popa), cât și povestea bolii la rinichi a Ancăi (Cristina Ciobănașu), mezina familiei Anghel. Pe plan secund sunt prezentate și poveștile celorlalți membri ai trupei Lala Band.

## Privire de ansamblu
| Sezonul | Sezonul | Episoade | Episoade | Premiera TV        | Premiera TV       |
| Sezonul | Sezonul | Episoade | Episoade | Prima transmisie   | Ultima transmisie |
| ------- | ------- | -------- | -------- | ------------------ | ----------------- |
|         | 1       | 13       | 13       | 12 septembrie 2011 | 24 decembrie 2011 |
|         | 2       | 17       | 17       | 6 februarie 2012   | 28 mai 2012       |
|         | 3       | 15       | 15       | 16 septembrie 2012 | 24 decembrie 2012 |
|         | 4       | 12       | 12       | 13 martie 2013     | 5 iunie 2013      |

## Episoade

### Sezonul 1 (2011)
| # în serial | # în sezon | Titlu                             | Regie                                   | Scenariu                         | Premieră           |
| --- | ---------- | --------------------------------- | --------------------------------------- | -------------------------------- | ------------------ |
| 1 | 1          | „Pariul”                          | Iura Lucașu, Alex Fotea, Alex Borundel  | Simona Macovei, Sorina Ungureanu | 12 septembrie 2011 |
| Andrei (Dorian Popa) și Cristi (Rapha Tudor) pun pariu că până la Balul Bobocilor Andrei reușește să se culce cu Ioana (Alina Eremia), noua lor colegă. Ziua balului sosește, iar planul lui Andrei eșuează după ce Ioana află totul și se desparte de el. În timpul probei de talente a concursului de Miss, Anca leșină și este dusă de urgenta la spital. Andrada (Andrada Popa) câștigă concursul. După mai multe analize familia Anghel află că Anca are nevoie de un transplant de rinichi și că Andrei nu este fiul lor. Raluca, noua profesoară de teorie muzicală vine cu ideea înființării unui club de muzică modernă. Melodii: Stage of Joy (Lala Band), Don't give up (Cristina & Doian), Summer Nights (Lala Band), Over the Raimbow (Cristina), 7 seconds (Andrada), We Will Rock You (Lala Band)                                                                                  |            |                                   |                                         |                                  |                    |
| 2 | 2          | „Nu m-a învățat nimeni să pierd”  | Iura Luncașu, Alex Fotea, Alex Borundel | Simona Macovei, Sorina Ungurenu  | 19 septembrie 2011 |
| Raluca organizează un casting pentru noul club de muzică, pe care îl trec 15 tineri talentați. Anca fuge din spital, ajutată de Bogdan pentru a participa dar nu este acceptată. La aflarea veștii că Mara și Sandu nu sunt părinții săi biologici, Andrei fuge de acasă. Se mută la Vlad. Gică încearcă să o oblige pe Ioana să cânte manele într-o cârciumă. Mara și Sandu încep căutarea copilului lor, copil care a fost schimbat la naștere în timpul unui incendiu la maternitate. Directorul închide clubul de muzică abia înființat considerând că singura muzică adevărată este cea clasică. Melodii: You Lost me (Alina), Sorry Seems To Be The Hardest Word (Dorian), The Boy Is Mine (Alexia), Shape Of My Heart (Dima), Gangsta's Paradise (Gloria), Over the Raimbow (Cristina), Somebody To Love (Monica), One of Us (Bianca), Personal Jesus (Rapha), Dance With My Father (Vlad) |            |                                   |                                         |                                  |                    |
| 3 | 3          | „Eu pun fata, tu faci nunta”      | Iura Luncașu, Alex Fotea, Alex Borundel | Simona Macovei, Sorina Ungurenu  | 26 septembrie 2011 |
| Lala Band organizează împreună cu Adrian Țuțu un protest în fața școlii pentru redeschiderea clubului. Anca descoperă ce înseamnă boala și iese din spital. Mara încearcă în continuare să își găsească copilul pierdut. Ioana cedează insistențelor tatălui ei și acceptă să cânte "Inimă de țigancă" într-o cârciumă. Când Andrei împreună cu prietenii săi vin să o ajute să scape de acolo dau de belea luându-se la bătaie cu clienții localului. Gică și Sandu sunt cei care îi salvează. Gică este hotărât să o însoare pe Ioana cu Andrei. Andrei se întoarce acasă după ce Sandu îi blochează cardul de credit, astfel împăcându-se cu cei ce l-au crescut. Dorina devine menajera familiei Anghel. Ioana pune pariu cu Cristi că Andrei este cu adevărat îndrăgostit de ea. Melodii: Smells Like Teen Spirit (Lala Band), Something Stupid (Alina & Rapha), Stage of Joy (Lala Band)    |            |                                   |                                         |                                  |                    |
| 4 | 4          | „Ai rupt o aripa de înger?”       | Iura Luncașu, Alex Fotea, Alex Borundel | Simona Macovei, Sorina Ungurenu  | 3 octombrie 2011   |
| Melodii: Love Is Music (Sore), A Quien Le Importa (Alina), Pariul (Cristina & Dorian), Somebody to Love (Monica) |            |                                   |                                         |                                  |                    |
| 5 | 5          | „Presupus Vinovat”                | Iura Luncașu, Alex Fotea, Alex Borundel | Simona Macovei, Sorina Ungurenu  | 10 octombrie 2011  |
| Melodii: Only Girl In The World (Lala Girls), Power of Love (Alina & Sore), Family Portrait (Cristina), One Of Us (Lala Band) |            |                                   |                                         |                                  |                    |
| 6 | 6          | „Tablou de familie”               | Iura Luncașu, Alex Fotea, Alex Borundel | Simona Macovei, Sorina Ungurenu  | 17 octombrie 2011  |
| Melodii: Firework (Alina), The Boy Is Mine (Alexia), Am Învățat să lupt (Alina & Dorian), Endless Love (Dima), Over the Raimbow (Alina & Lala Band) |            |                                   |                                         |                                  |                    |
| 7 | 7          | „Adevăru nu face zgomot”          | Iura Luncașu, Alex Fotea, Alex Borundel | Simona Macovei, Sorina Ungurenu  | 24 octombrie 2011  |
| Melodii: We Will Rock You (Lala Band), When A Man Loves A Woman (Dima & Monica) |            |                                   |                                         |                                  |                    |
| 8 | 8          | „Lacrimi în rai”                  | Iura Luncașu, Alex Fotea, Alex Borundel | Simona Macovei, Sorina Ungurenu  | 31 octombrie 2011  |
| Melodii: Where The Wild Rosese Grow (Alina & Dorian), Power of Love (Alina), Fragile (Alina, Cristina & Lala Band) |            |                                   |                                         |                                  |                    |
| 9 | 9          | „Ziua în care am aflat cine sunt” | Iura Luncașu, Alex Fotea, Alex Borundel | Simona Macovei, Sorina Ungurenu  | 7 noiembrie 2011   |
| Melodii: My Real Love (Aina & Dorian), How You Remind Me (Lala Boys), 7 seconds (Andrada), Personal Jesus (Rapha) |            |                                   |                                         |                                  |                    |
| 10 | 10         | „Iubita prietenului meu”          | Iura Luncașu, Alex Fotea, Alex Borundel | Simona Macovei, Sorina Ungurenu  | 14 noiembrie 2011  |
| Melodii: Lala Love Song(Lala Band), Don't Give Up (Cristina & Vlad) |            |                                   |                                         |                                  |                    |
| 11 | 11         | „O doamna și un vagabond”         | Iura Luncașu, Alex Fotea, Alex Borundel | Simona Macovei, Sorina Ungurenu  | 21 noiembrie 2011  |
| Melodii: I'm Easy (Alina, Bianca, Monica, Andrada, Alexia & Oana), Show Must Go On (Dima), I Want To Break Free (Alina, Sore, Alexia, Monica & Bianca), If You Don't Know Me By Now (Alexia & Dima) |            |                                   |                                         |                                  |                    |
| 12 | 12         | „E scris în stele”                | Iura Luncașu, Alex Fotea, Alex Borundel | Simona Macovei, Sorina Ungurenu  | 28 noiembrie 2011  |
| Melodii: Wicked Game (Vlad), Mad About You (Sore), Who Cares? (Alina & Dorian), Summer Nights (Lala Band) |            |                                   |                                         |                                  |                    |
| 13 | 13         | „Crăciun”                         | Iura Luncașu, Alex Fotea, Alex Borundel | Simona Macovei, Sorina Ungurenu  | 24 decembrie 2011  |
| Melodii: All I Want For Christmas Is You (Alina), Last Christmas (Alina & Dorian), Happy X-Mas (Lala Band), Jingle Bells Rock (Cristina), Have Youself A Little Marry Christmas (Alina & Dorian), Santa Claus Is Coming To Town (Sore), It's The Most Wonderful Time Of the Year (Dima), Auld Lang Syne (Lala Band), Din An În An (Lala Band) |            |                                   |                                         |                                  |                    |

### Sezonul 2 (2012)
| # | # în sezon | Titlu                                       | Regie                                   | Scenariu                         | Premieră          |
| --- | ---------- | ------------------------------------------- | --------------------------------------- | -------------------------------- | ----------------- |
| 14 | 1          | „Două fete și un băiat”                     | Iura Lucașu, Alex Fotea, Alex Borundel  | Simona Macovei, Sorina Ungureanu | 6 februarie 2012  |
| Melodii: High (Dima & Alexia), Canonball (Vlad), Come Away With Me (Cristina), I Have Nothing (Iuliana), Who Wants To Live Forever (Alina, Dima & Adela), Listen to your heart (Iuliana & Dorian) Cu participarea: Dana Dembinski Medeleanu, Carmen Ionescu, Valentin Darie     |            |                                             |                                         |                                  |                   |
| 15 | 2          | „Fantoma de la școală”                      | Iura Luncașu, Alex Fotea, Alex Borundel | Simona Macovei, Sorina Ungurenu  | 13 februarie 2012 |
| Melodii: Try to remember(Alina & Dorian), Mambo No.5 (Levent), I Have Nothing (Iuliana), Blue Suede Shoes (Rapha), Don't worry, be happy (Lala Band) |            |                                             |                                         |                                  |                   |
| 16 | 3          | „Frumoasa și bestia”                        | Iura Luncașu, Alex Fotea, Alex Borundel | Simona Macovei, Sorina Ungurenu  | 20 februarie 2012 |
| Melodii: Tell Him (Sore, Alina & Iuliana), Could I Have Yhis Kiss Forever (Sore & Rapha), Lala Love Song (Lala Band) Cu participarea: Dana Dembinski Medeleanu, Rodica Lazăr, Claudia Ieremia, Adina Cristescu                                                                  |            |                                             |                                         |                                  |                   |
| 17 | 4          | „Cine pe cine iubește?”                     | Iura Luncașu, Alex Fotea, Alex Borundel | Simona Macovei, Sorina Ungurenu  | 27 februarie 2012 |
| Melodii: Felling Godd (Lala Band), Apologise (Dima), Need You Now (Cristina & Vlad), Am Învățat să lupt (Alina, Dorian & Lala Band) Cu participarea: Carmen Ionescu, Claudia Ieremia, Adina Cristescu, Ion Cincașciuc                                                           |            |                                             |                                         |                                  |                   |
| 18 | 5          | „Cum poți să pierzi totul în 30 de secunde” | Iura Luncașu, Alex Fotea, Alex Borundel | Simona Macovei, Sorina Ungurenu  | 5 martie 2012     |
| Melodii: Fairytale (Dima), You Belong With Me (Gloria & Bubu), Everybody (Lala Band), Stay (Alina & Sore) Cu participarea: Ion Ion, Dan Chiriac |            |                                             |                                         |                                  |                   |
| 19 | 6          | „Nopți albe la Susai”                       | Iura Luncașu, Alex Fotea, Alex Borundel | Simona Macovei, Sorina Ungurenu  | 12 martie 2012    |
| Melodii: Nights in white satin (Alina & Dorian), To the moon and back (Alina, Dorian, Cristina & Vlad), Don't know why (Monica) Cu participarea: Claudia Ieremia |            |                                             |                                         |                                  |                   |
| 20 | 7          | „Sacrificiul”                               | Iura Luncașu, Alex Fotea, Alex Borundel | Simona Macovei, Sorina Ungurenu  | 19 martie 2012    |
| Melodii: Stop and stare (Liviu), My way (Levent), Antidrog (Lala Band) Cu participarea: Dana Dembinski Medeleanu |            |                                             |                                         |                                  |                   |
| 21 | 8          | „Moartea albă”                              | Iura Luncașu, Alex Fotea, Alex Borundel | Simona Macovei, Sorina Ungurenu  | 26 martie 2012    |
| Melodii: Stand by me (Cristina & Vlad), Fly me to the moon (Liviu), Am invățat să lupt (Lala Band) Cu participarea: Victoria Bucun, George Vintilă |            |                                             |                                         |                                  |                   |
| 22 | 9          | „Lacrimi în paradis”                        | Iura Luncașu, Alex Fotea, Alex Borundel | Simona Macovei, Sorina Ungurenu  | 2 aprilie 2012    |
| Melodii: I want it that way (Lala Band), Little bit of love (Liviu), If tomorrow never comes (Vlad), True colors (Dima & Lala Band), Vine o zi (Lala Band) Cu participarea: Dana Dembinski Medeleanu, Ion Cincasciuc                                                            |            |                                             |                                         |                                  |                   |
| 23 | 10         | „Și îngerii plâng”                          | Iura Luncașu, Alex Fotea, Alex Borundel | Simona Macovei, Sorina Ungurenu  | 9 aprilie 2012    |
| Melodii: Can't help falling in love (Andrada & Rapha), We are the champions (Dima & Lala Band), Knockin' on heaven's door (Costin), Antidrog (Dorian & Liviu), Goodbye my lover (Cristina & Vlad) Cu participarea: Cătălin Măruță, Mircea Gheorghiu                             |            |                                             |                                         |                                  |                   |
| 24 | 11         | „Speranță și lumină”                        | Iura Luncașu, Alex Fotea, Alex Borundel | Simona Macovei, Sorina Ungurenu  | 16 aprilie 2012   |
| Mircea Gheorghiu, Profira Serafim Melodii: Besame Mucho (Sore), Don't stop belivin' (Alina, Dorian, Cristina, Sore, Vlad & Dima), Am invățat să lupt (Lala Band), Speechless (Oana), People (Alina), Every Breathe you take (Liviu) Invitați: Mircea Gheorghiu, Profira Serafim |            |                                             |                                         |                                  |                   |
| 25 | 12         | „Majoratul”                                 | Iura Luncașu, Alex Fotea, Alex Borundel | Simona Macovei, Sorina Ungurenu  | 23 aprilie 2012   |
| Melodii: I belive I can fly (Andrada & Liviu), You're the one that I want (Alina & Dorian), Light my fire (Bubu & Gabi), Două cuvinte (Vlad, Dorian, Dima & Rapha), Mâine vine iar (Adela), Mai rămâi (Adela) Cu participarea: Rodica Lazăr                                     |            |                                             |                                         |                                  |                   |
| 26 | 13         | „Legea o fac eu”                            | Iura Luncașu, Alex Fotea, Alex Borundel | Simona Macovei, Sorina Ungurenu  | 30 aprilie 2012   |
| Melodii: I don't wanna miss a thing (Cristina & Vlad), Am nevoie de tine (Rapha), Nimeni pe drum (Alina & Liviu), Crazy little thing called love (Cristina & Andrada) Cu participarea: Victoria Bucun                                                                           |            |                                             |                                         |                                  |                   |
| 27 | 14         | „De ce am invățat să plâng?”                | Iura Luncașu, Alex Fotea, Alex Borundel | Simona Macovei, Sorina Ungurenu  | 7 mai 2012        |
| Melodii: I cried for you (Alina & Georgiana), Big girls don't cry (Alexia), Need you tonight (Bubu), Turning tables (Cristina), Kiss from a rose (Sore & Dima) Cu participarea: Oana Tache, Mădălina Vintilă                                                                    |            |                                             |                                         |                                  |                   |
| 28 | 15         | „Să nu-mi iei niciodată dragostea”          | Iura Luncașu, Alex Fotea, Alex Borundel | Simona Macovei, Sorina Ungurenu  | 14 mai 2012       |
| Melodii: Life for rent (Sore), Broken strings (Alina & Liviu), Piece by piece (Alina), Feel (Rapha), Thank you (Monica), Să nu-mi iei niciodată dragostea (Vlad & Holograf) Cu participarea: Holograf                                                                           |            |                                             |                                         |                                  |                   |
| 29 | 16         | „Sub acoperire”                             | Iura Luncașu, Alex Fotea, Alex Borundel | Simona Macovei, Sorina Ungurenu  | 21 mai 2012       |
| Melodii: Equivocada (Alina), Fairytale gone bad (Dima), It's a heartache (Sore & Rapha), One love (Levent), All that she wants (Andrada & Alexia), Complicated (Glorian & Bubu) Cu participarea: Victoria Bucun                                                                 |            |                                             |                                         |                                  |                   |
| 30 | 17         | „Ultimul clopoțel”                          | Iura Luncașu, Alex Fotea, Alex Borundel | Simona Macovei, Sorina Ungurenu  | 28 mai 2012       |
| Melodii: No woman, no cry (Liviu & Rapha), Alone (Alexia & Dima), If you were a sailboat (Cristina & Vlad), Nine million bicycles (Alina & Doria), Hey, you! (Lala Band) Cu participarea: Gheorghe Visu                                                                         |            |                                             |                                         |                                  |                   |

### Sezonul 3 (2012)
| # | # în sezon | Titlu                                      | Regie                                   | Scenariu                        | Premieră           |
| --- | ---------- | ------------------------------------------ | --------------------------------------- | ------------------------------- | ------------------ |
| 31 | 1          | „Toți pentru unul”                         | Iura Luncașu, Alex Fotea, Alex Borundel | Simona Macovei, Sorina Ungurenu | 16 septembrie 2012 |
| Melodii: Just can't get enough (Alina & Dorian), You'll be in my heart (Vlad), In the summertime (Lala Band), She's the one (Liviu), Fata din vis (Lala Band), 18 ani (Lala Band) |            |                                            |                                         |                                 |                    |
| 32 | 2          | „Ochii”                                    | Iura Luncașu, Alex Fotea, Alex Borundel | Simona Macovei, Sorina Ungurenu | 23 septembrie 2012 |
| Melodii: Right here waiting (Alina, Vlad & Dorian), Here with me (Criss), Behind blue eyes (Rapha), Just a kiss' (Criss & Vlad), Say you, say me (Sore & Liviu), Take on me (Dima & Alexia) Cu participarea: Ioan Isaiu |            |                                            |                                         |                                 |                    |
| 33 | 3          | „Ochi în ochi”                             | Iura Luncașu, Alex Fotea, Alex Borundel | Simona Macovei, Sorina Ungurenu | 30 septembrie 2012 |
| Melodii: Love story (Criss & Vlad), Somebody to love (Alina), I need a dollar (Rapha & Dorian),Hey, you! (Lala Band), When a man loves a woman (Alexia & Dima), All I have to do is dream (Ana, Levent & Gabi) Cu participarea: Oana Tache |            |                                            |                                         |                                 |                    |
| 34 | 4          | „Curajul este de genul feminin”            | Iura Luncașu, Alex Fotea, Alex Borundel | Simona Macovei, Sorina Ungurenu | 7 octombrie 2012   |
| Melodii: Get the party started (Sore), Rasputin (Dima), If I die young (Alina), Et si tu n'existais pas (Criss & Vlad), Everybody hurts (Dorian), All night long (Sore & Liviu) |            |                                            |                                         |                                 |                    |
| 35 | 5          | „Am nevoie de un erou”                     | Iura Luncașu, Alex Fotea, Alex Borundel | Simona Macovei, Sorina Ungurenu | 14 octombrie 2012  |
| Melodii: It's probably me (Bubu), Stand by me (Criss & Vlad), All the lovers (Andrada & Gloria), Holding out for a hero (Alina), Lucky (Criss & Vlad), When I need you (Alina & Dorian), Bleending Love (Sore & Rapha) Cu participarea: Oana Tache |            |                                            |                                         |                                 |                    |
| 36 | 6          | „Nuntă „All inclusive””                    | Iura Luncașu, Alex Fotea, Alex Borundel | Simona Macovei, Sorina Ungurenu | 21 octombrie 2012  |
| Melodii: Livin' la vida loca (Levent), Murder my heart (Criss & Vlad), Take my breathe away (Liviu & Vlad), Suddenly I see (Alina, Criss, Sore, Andrada & Ana), Whenever I say your name (Alexia & Dima), Don't stopme now (Dima) |            |                                            |                                         |                                 |                    |
| 37 | 7          | „Să nu mă aștepți”                         | Iura Luncașu, Alex Fotea, Alex Borundel | Simona Macovei, Sorina Ungurenu | 28 octombrie 2012  |
| Melodii: Power of love (Alina & Sore), The closest thing to crazy (Criss), Wish you were here (Alina), When I say nothing at all (Vlad), Fairytale (Dima), Have you really loved a woman (Rapha) Cu participarea: Adrian Titieni |            |                                            |                                         |                                 |                    |
| 38 | 8          | „Viața merge înainte”                      | Iura Luncașu, Alex Fotea, Alex Borundel | Simona Macovei, Sorina Ungurenu | 4 noiembrie 2012   |
| Melodii: She will be loved (Criss, Vlad, Liviu, Bubu), Daddy cool (Levent), Et si tu n'existais pas (Gheorge Visu), Heavy on my heart (Alina), Never forget you (Sore & Rapha) Cu participarea: Adrian Titieni |            |                                            |                                         |                                 |                    |
| 39 | 9          | „Jocul de-a moartea”                       | Iura Luncașu, Alex Fotea, Alex Borundel | Simona Macovei, Sorina Ungurenu | 11 noiembrie 2012  |
| Melodii: Dance dance dance (Lala Band), 24 (Criss), Russian Roulette (Alina), I don't wanna miss a thing (Vlad & Liviu), Mad world (Vlad, Liviu, Rapha & Dima), Hallelujah (Lala Band) |            |                                            |                                         |                                 |                    |
| 40 | 10         | „Cine suntem noi?”                         | Iura Luncașu, Alex Fotea, Alex Borundel | Simona Macovei, Sorina Ungurenu | 18 noiembrie 2012  |
| Melodii: I wanna grow old with you (Criss & Vlad), Anythime you need a friend (Alina & Liviu), It must have been love (Sore & Rapha), I'll stand by you (Liviu), Brand new day (Dima), Impossible (Alina) \ Cu participarea: Laura Cosoi |            |                                            |                                         |                                 |                    |
| 41 | 11         | „Viața dupa Lala Band (nu mai suntem noi)” | Iura Luncașu, Alex Fotea, Alex Borundel | Simona Macovei, Sorina Ungurenu | 25 noiembrie 2012  |
| Melodii: Believe (Alina & Sore), Englishman in New York (Bubu), Come home (Criss & Vlad), Fallin' for you (Andrada), Walking Away (Alina, Liviu, Criss & Vlad), Faded rose (Liviu) Cu participarea: Laura Cosoi |            |                                            |                                         |                                 |                    |
| 42 | 12         | „Cine ești?”                               | Iura Luncașu, Alex Fotea, Alex Borundel | Simona Macovei, Sorina Ungurenu | 2 decembrie 2012   |
| Melodii: Cine esti? (Criss & Vlad), Right next to the right one (Alina & Criss), Like only a woman can (Vlad), Lean on me (Lala Band), Scars (Ana), Love fool (Alexia & Dima) Cu participarea: Adrian Titieni, Laura Cosoi |            |                                            |                                         |                                 |                    |
| 43 | 13         | „Mi-e dor de noi”                          | Iura Luncașu, Alex Fotea, Alex Borundel | Simona Macovei, Sorina Ungurenu | 9 decembrie 2012   |
| Melodii: Breakeven (Liviu), Broken Arrow (Sore), Please don't go (Gloria, Ana, Levent & Gabi), Fall (Rapha), Fragile (Vlad & Lala Band), Goodbye (Criss) Cu participarea: Mircea Gheorghiu, Vladimir Găitan, Adrian Titieni, Laura Cosoi |            |                                            |                                         |                                 |                    |
| 44 | 14         | „Între două lumi”                          | Iura Luncașu, Alex Fotea, Alex Borundel | Simona Macovei, Sorina Ungurenu | 16 decembrie 2012  |
| Melodii: Winter (Alina), Toy Collection (Criss), You and me (Criss & Vlad), Broken (Criss & Vlad), Caugh' in the middle (Sore & Rapha), Takin' back my love (Alexia & Dima) Cu participarea: Mircea Gheorghiu, Laura Cosoi |            |                                            |                                         |                                 |                    |
| 45 | 15         | „Miracol de Craciun”                       | Iura Luncașu, Alex Fotea, Alex Borundel | Simona Macovei, Sorina Ungurenu | 24 decembrie 2012  |
| Melodii: Silent night (Alina, Liviu, Criss & Vlad), Sculați gazde/O ce veste minunată (Gloria, Ana, Levent & Gabi), Din albul iernii (Alina, Dorian, Criss & Vlad), Thank' God it's Christmas (Lala Band, Adela & Răzvan Fodor), I am your angel (Criss & Vlad), Lemon Tree (Sore & Rapha), Got you on my mind (Alina & Liviu), Happy Christmas (Lala Band) |            |                                            |                                         |                                 |                    |

### Sezonul 4 (2013)
| Nr. în serial | Nr. în sezon | Titlu                            | Regizat de                 | Scris de                         | Data difuzării  |
| --- | ------------ | -------------------------------- | -------------------------- | -------------------------------- | --------------- |
| 46 | 1            | „Un nou început”                 | Alex Fotea & Alex Borundel | Simona Macovei & Sorina Ungurenu | 13 martie 2013  |
| Anca este mai îndrăgostită ca niciodată și consideră că este timpul să experimenteze un nou stil de viață alături de Vlad. Ioana, Andrei si Liviu sunt prinși într-un triunghi amoros. Cristi este foarte îndrăgostit de Sara, însă această iubire îi aduce numai probleme… Monica și Dima iși doresc să treacă la un alt nivel și consideră că apariția unui copil le va consolida și mai mult iubirea și căsnicia. Bubu își alege drumul în viață fără ca deciziile lui să-i afecteze pe cei dragi. Melodii: Mistake (Alina, Dorian & Liviu) , One Wish (Lala Band)                                             |              |                                  |                            |                                  |                 |
| 47 | 2            | „Adevăr sau provocare”           | Alex Fotea & Alex Borundel | Simona Macovei & Sorina Ungurenu | 20 martie 2013  |
| Cu puțin înainte de ziua ei de naștere, Anca și Vlad se mută împreună, iar prietenii îi pregătesc o petrecere surpriză. Petrecerea aniversară este plină de viață, distracție și voie bună, însă la un moment dat lucrurile se precipită în ceea ce privește triunghiul amoros format din Ioana, Andrei și Liviu. Sara este nemulțumită și plictisită de viața pe care o are și își dorește mereu mai mult, reușind astfel să creeze momente tensionante atât în cadrul trupei, cât și în relația cu Cristi. Melodii: Up where we belong (Criss & Vlad), Life is life (Lala Band), Candle in the wind (Lala Band) |              |                                  |                            |                                  |                 |
| 48 | 3            | „Drumul spre iad”                | Alex Fotea & Alex Borundel | Simona Macovei & Sorina Ungurenu | 27 martie 2013  |
| Membrii trupei LaLa Band și Raluca sunt sechestrați de tatăl unei tinere bolnave, ce își dorește mai mult ca orice să îți cunoască idolii. Melodii: Road to hell (Dima & Liviu), Crezi în tine (Criss & Vlad) |              |                                  |                            |                                  |                 |
| 49 | 4            | „Prima noapte de dragoste”       | Alex Fotea & Alex Borundel | Simona Macovei & Sorina Ungurenu | 3 aprilie 2013  |
| Anca, Vlad, Ioana, Liviu, Monica și Dima se pregătesc pentru câteva zile de vis la Susai. Ajunși la cabană li se alătură și Andrei. Raluca si Tudor își lasă fetița în grija Sarei și a lui Cristi, dar cei doi uita de micuta Mia. Melodii: Ploaia mea (Criss & Vlad), Eternal Flame (Alina & Dorian) |              |                                  |                            |                                  |                 |
| 50 | 5            | „Pierduți”                       | Alex Fotea & Alex Borundel | Simona Macovei & Sorina Ungurenu | 10 aprilie 2013 |
| Melodii: Breathe (Criss), Save me (Sore & Dorian) |              |                                  |                            |                                  |                 |
| 51 | 6            | „Recunoaște când greșești”       | Alex Fotea & Alex Borundel | Simona Macovei & Sorina Ungurenu | 17 aprilie 2013 |
| Melodii: I'd do anything for love (Criss, Alexia, Vlad & Liviu), Only you (Liviu |              |                                  |                            |                                  |                 |
| 52 | 7            | „Adio!”                          | Alex Fotea & Alex Borundel | Simona Macovei & Sorina Ungurenu | 24 aprilie 2013 |
| Melodii: Hands of time (Levent), Knokin' on heavens door (Costin) |              |                                  |                            |                                  |                 |
| 53 | 8            | „Remușcări”                      | Alex Fotea & Alex Borundel | Simona Macovei & Sorina Ungurenu | 1 mai 2013      |
| Melodii: So sick (Alina & Dorian), Blue Velvet (Sore) |              |                                  |                            |                                  |                 |
| 54 | 9            | „Mi-e dor de zilele de altădată” | Alex Fotea & Alex Borundel | Simona Macovei & Sorina Ungurenu | 8 mai 2013      |
| Melodii: Everything (Criss & Vlad), Crying in the rain (Dima |              |                                  |                            |                                  |                 |
| 55 | 10           | „Mereu lângă tine”               | Alex Fotea & Alex Borundel | Simona Macovei & Sorina Ungurenu | 22 mai 2013     |
| Melodii: Come back home (Alexia, Sore, Ana), I feel pretty (Andrada, Dima, Gabi & Liviu) |              |                                  |                            |                                  |                 |
| 56 | 11           | „Nu uita să speri!”              | Alex Fotea & Alex Borundel | Simona Macovei & Sorina Ungurenu | 29 mai 2013     |
| Melodii: Viața noastră (Alina, Dorian, Criss & Vlad), Believe again (Alina & Sore), Slow on me (Ana & Liviu) |              |                                  |                            |                                  |                 |
| 57 | 12           | „Lala Forever”                   | Alex Fotea & Alex Borundel | Simona Macovei & Sorina Ungurenu | 5 iunie 2013    |
| Melodii: Grenade (Alina, Criss, Dorian & Vlad), One more clap (Lala Band) |              |                                  |                            |                                  |                 |